# Anthophora squammulosa
Anthophora squammulosa là một loài Hymenoptera trong họ Apidae. Loài này được Dours mô tả khoa học năm 1869.